# Øystein Drillestad
Øystein Drillestad (22 gennaio 1970) è un ex calciatore norvegese, di ruolo centrocampista.

## Carriera

### Club
Drillestad cominciò la carriera con la maglia del Råde. Passò poi al Moss, formazione per cui esordì nella 1. divisjon in data 4 giugno 1990, subentrando ad Atle Kristoffersen nella vittoria per 3-0 sul Kongsvinger. Tornò poi al Råde. Nel 1997 giocò per il Sarpsborg.

### Nazionale
Partecipò al campionato mondiale Under-20 1989 con la Nazionale di categoria. Giocò anche una partita per la Norvegia under 21.